# Coleen Nolan
Compléments
Finaliste de Celebrity Big Brother 10 (2012)
Gagnante de Celebrity Big Brother 19 (2017)
Coleen Nolan (née le 12 mars 1965) est une vedette de la télévision britannique, ainsi qu'une chanteuse.
De 1980 à 1995, et depuis 2009, elle fait partie du groupe de musique The Nolans.
Durant l'été 2012, elle est candidate à Celebrity Big Brother saison 10. Elle termine 2e lors de la finale. 
Elle participe de nouveau au jeu lors de l'édition "All Stars" en janvier 2017 face à Heidi Montag ou encore James Cosmo. Au bout de 32 jours, elle est déclarée gagnante. Lors de cette deuxième candidature, elle suscite beaucoup de critiques, se focalisant principalement sur le traitement qu’elle réserve à sa co-star Kim Woodburn.   